# Musculus interspinales cervicis
A musculus interspinales cervicis egy apró izom az ember processus spinosus vertebrae között (kép nem áll rendelkezésre)

## Eredés, tapadás, elhelyezkedés
Az axis és a III. nyakcsigolya valamint a VII. nyakcsigolya és az I. hátcsigolya között találahtó. A processus spinosus vertebrae-ről ered és ott is tapad.

## Funkció
A gerinc feszítése.

## Beidegzés
A ramus posterior nervi spinalis idegzi be.

## Külső hivatkozások
- Kép, leírás